# Tazmía
Las Tazmias son las porciones de grano que se entregaban para los diezmos y el reparto de ellos entre sus beneficiarios.
Las tazmias se relacionaban en los libros de tazmias, que constituyen una tipología documental muy frecuente en los archivos parroquiales y en los archivos municipales; constituyen relaciones o listas de vecinos o parroquianos que estaban obligados a pagar diezmos a sus respectivas parroquias. Cada parroquia o institución religiosa que tenía derecho a cobrar diezmos poseía una tabla de tazmía donde se recogían los datos de producción y los pagos decimales que debía efectuar cada vecino. Los diezmos recibían también otros nombres como tercias reales, novenos, subsidios y excusado, subsidio de millones.
- Datos: Q6139386